# L'Euguélionne
L'Euguélionne est une librairie féministe et LGBT installée sur la rue Beaudry au village gai à Montréal. Elle tire son nom du roman féministe éponyme de Louky Bersianik, pseudonyme de Lucile Durand (Montréal, 14 novembre 1930 - Montréal, 3 décembre 2011), publié en 1976.

## Histoire
La librairie ouvre ses portes au public le 15 décembre 2016, mais le projet, porté par un collectif, est en travail depuis 2015. Il s'agit de la seule librairie féministe au Canada puisque la librairie L'Androgyne a fermé ses portes en 2002. 
Fondée par Marie-Ève Blais, Sandrine Bourget-Lapointe, Stéphanie Dufresne, Nicolas Longtin-Martel, Karine Rosso et Camille Toffoli (étudiantes en études littéraires, études féministes, libraires et auteures) la librairie se spécialise dans la littérature féministe, LGBTQ et non-stéréotypée.
En 2018, la coopérative comptait 2750 membres. La librairie est une librairie agréée par le gouvernement du Québec pour l'acquisition de livres par les institutions, telles que les bibliothèques et les écoles,. 